# Р. А. Лафферті
Рафаель Алоїзіус Лафферті (англ. Raphael Aloysius Lafferty; нар. 7 листопада 1914 — пом. 18 березня 2002) — американський письменник в жанрі наукової фантастики та фентезі, відомий через оригінальне застосування мовних засобів, метафори та структури розповіді, чорного гумору. Нарівні з фантастикою також опублікував автобіографічний роман In a Green Tree, історичну книгу «Падіння Риму» (The Fall of Rome) та кілька художніх романів на історичну тематику.
У березні 2011 журнал «Локус» повідомив, що авторські права на 29 романів та 225 оповідань Лафферті виставлено на продаж. Цю спадщину незабаром придбав неприбутковий фонд часопису під керівництвом Ніла Ґеймена. Ґеймен та Лафферті листувалися кілька років, коли перший ще був у старшому шкільному віці, і Ґеймену сподобалося його почуття гумору та тверезий погляд на життя.

## Біографія
Лафферті народився в м. Ніола, штат Айова, син нафтового брокера Девіда Лафферті та вчительки Джулії Мері Берк. Він був наймолодшим з 5 братів та сестер. Коли йому було 4 роки, сім'я переїхала до м. Перрі в штаті Оклахома. Після закінчення старшої школи два роки відвідував вечірню школу при Університеті м. Талса, де вивчав математику та німецьку мову, але не закінчив навчання. Після цього почав працювати в компанії Clark Electric Co. в м. Талса, а також у газетах; водночас відвідував Міжнародну Школу Кореспонденції.
Більшу частину свого життя жив в м. Талса разом зі своєю сестрою Анною. 1942 р. вступив до армії США, служив на Тихоокеанському узбережжі, в Австралії, Новій Гвінеї, Моротаї та на Філіппінах. Закінчив військову службу 1946 р. у званні 1-го сержанта. Ніколи не був одружений.
Почав писати й публікуватися лише у 1950-х рр., але досить швидко опублікував велику кількість романів та оповідань; більша частина оповідань лише формально належала до наукової фантастики.
До 1971 р. працював електричним інженером; після цього займався лише письменництвом до 1980 р., коли внаслідок інсульту його активність зменшилася, а 1984 р. припинив писати. 1994 р. переніс ще кілька інсультів. Помер 18 березня 2002 р. у домі для людей похилого віку в Брокен-Ерров (Оклахома). Похований на кладовищі католицької церкви в м. Талса, яку він регулярно відвідував. Більшість його паперів було подаровано бібліотеці Університету м. Талса, частина перебувала в бібліотеці Айовського університету.

### Твори в мережі
- Твори R. A. Lafferty у проєкті «Гутенберг»
- The Man Who Talled Tales: the complete short fiction of R.A. Lafferty
- Guesting Time [Архівовано 5 листопада 2015 у Wayback Machine.]
- Narrow Valley. Архів оригіналу за 13 серпня 2004. Процитовано 11 жовтня 2015.
- Nine Hundred Grandmothers. Архів оригіналу за 24 січня 2008. Процитовано 11 жовтня 2015.
- The Six Fingers of Time [Архівовано 5 вересня 2015 у Wayback Machine.]
- Slow Tuesday Night. Архів оригіналу за 12 жовтня 2007. Процитовано 29 квітня 2019.
- The Transcendent Tigers. Архів оригіналу за 30 грудня 2007. Процитовано 29 квітня 2019.